# 陈金揆
陈金揆（1864年—1894年），清朝末年江苏宝山县（今上海市宝山区）人，北洋海军都司。
光绪元年（1875年），陈金揆考取官费留学美国。光绪七年（1881年），奉召回国，入天津水师学校学习。官至北洋海军都司，担任致远舰军舰副管带。光绪二十年（1894年），在中日甲午战争大东沟海战阵亡。